# Hybolasius pedator
Hybolasius pedator är en skalbaggsart som beskrevs av Bates 1876. Hybolasius pedator ingår i släktet Hybolasius och familjen långhorningar. Inga underarter finns listade i Catalogue of Life.